# داء السلسلة الثقيلة
داء السلسلة الثقيلة هو شكل من أشكال وجود البارابروتين في الدم مع انتشار الخلايا المنتجة للسلاسل المناعية الثقيلة.
يتميز هذا المرض بالإفراط في إنتاج السلاسل الثقيلة القصيرة والمبتورة. تتعرض بروتينات داء السلسلة الثقيلة هذه لعمليات حذف مختلفة، ولا سيما في الجزء الطرفي الأميني لها، والذي يؤدي إلى فقدان السلاسل الثقيلة للقدرة على تكوين روابط ثنائية السلفيد مع سلاسل خفيفة. والأرجح أن الخلل في الغلوبولينات المناعية ينشأ أثناء التحول الجسدي الكبير. يؤدي حذف الجزء الطرفي لبروتين داء السلسلة الثقيلة إلى تجميع مستقبل الخلية ب والإشارة إليه ويفترض ذلك نتيجة لفقدان الخصائص المقابلة لتجميع السلسلة الخفيفة.

## التصنيف
هناك أربعة أشكال:
- داء السلسلة ألفا[2] (مرض سيليجمان).
- داء السلسلة جما[3] (مرض فرانكلين).
- داء السلسلة موmu chain disease.[4]
- داء السلسلة دلتاdelta chain disease.[5]

### الغلوبولين المناعي أ(داء السلسلة الثقيلة ألفا)
أكثر أنواع داء السلسلة الثقيلة شيوعًا يكون من نوع الغلوبولين المناعي أ، المعروف أيضًا باسم داء السلسلة الثقيلة ألفا ويعد النوع الأكثر شيوعًا في داء السلسلة الثقيلة ألفا هو الشكل الهضمي، ومع ذلك فقد تم رصد حدوثه في الجهاز التنفسي، ومناطق أخرى من الجسم.

### الغلوبولين المناعي ج(داء السلسلة الثقيلة جاما)
يتميز داء فرانكلين (داء السلسلة الثقيلة جاما)
بتضخم العقد اللمفية والحمى والأنيميا والوعكة وتضخم الكبد والطحال والضعف العام. ويعد العرض الأكثر تمييزًا هو التضخم الحنكي، الناتج عن الاشتراك العقدي لحلقة فالدير.
يتم التشخيص عن طريق توضيح عنصر المصل الشاذ M، الذي يتفاعل مع مضاد الغلوبولين المناعي ج ولا يتفاعل مع كواشف السلسلة المضادة للضوء. عادة ما يكون فحص نقي العظم غير قابل للتشخيص.
وعادة ما يعاني المرضى من الهبوط السريع ويموتون بالإصابة.
يعد داء السلسلة الثقيلة من نوعي الغلوبولين المناعي م والغلوبولين المناعي ج، والمعروفين بأسماء μHCD وγHCD على التوالي، معروفين إلى حد ما وموجودين في الأنسجة المختلفة.
ويمكن تقسيم داء السلسلة الثقيلة جاما (γHCD) إلى ثلاثة أصناف بناءً على السمات السريرية والمرضية المختلفة. تتنشر هذه الفئات في مرض التكاثر الليمفاوي، وهو مرض تكاثري موضعي وليس مرضًا تكاثريًا ظاهرًا.
- تم العثور على المرض التكاثري اللمفي في 57-66٪ من المرضى الذين تم تشخيص حالتهم بأنهم مصابون بداء السلسلة الثقيلة جاما. وأعراض اعتلال العقد اللمفية والبنيوية هي السمات المعتادة.[7]
- تم العثور على مرض تكاثري مستوطن في حوالي 25٪ من المرضى المصابون بـ γHCD. ويتسم هذا المرض بتوطين السلاسل الثقيلة المتحورة في الأنسجة خارج النخاع، أو فقط في نخاع العظام.[6]
- لم يتم العثور على مرض تكاثري ظاهر في 9-17٪ من المرضى الذين يعانون من γHCD، وهناك دائما اضطراب المناعة الذاتية الكامنة لهؤلاء المرضى.[7]

### الغلوبولين المناعي م(داء السلسلة الثقيلة مايكرو)
غالبًا ما يتم تشخيص داء السلسلة الثقيلة من نوع الغلوبولين المناعي م، المعروف باسم داء السلسلة الثقيلة مايكرو μHCD، خطأ على أنه ابيضاض الدم الليمفاوي المزمن (ccl) وذلك لأن المرضين كثيرًا ما يتعلق كل منهما بالآخر وتظهر الأعراض المشابهة.